# Anampses geographicus
Anampses geographicus là một loài cá biển thuộc chi Anampses trong họ Cá bàng chài. Loài này được mô tả lần đầu tiên vào năm 1840.

## Từ nguyên
Tính từ định danh của loài này trong tiếng Latinh có nghĩa là "thuộc về địa lý", hàm ý đề cập đến các vệt xanh trên đầu của con đực giống như các đường vẽ trên bản đồ.

## Phạm vi phân bố và môi trường sống
Từ Biển Đông, A. geographicus được ghi nhận trải dài đến khu vực Tam giác San Hô và một số các đảo quốc, quần đảo thuộc châu Đại Dương, xa nhất ở phía đông đến quần đảo Cook, ngược lên phía bắc đến quần đảo Ryukyu và vùng biển phía nam Nhật Bản, giới hạn phía nam đến Tây Úc và bờ đông Úc, bao gồm đảo Lord Howe và rạn san hô Great Barrier.
Môi trường sống chủ yếu của A. geographicus là gần các rạn san hô, cũng được bắt gặp trên các thảm tảo và cỏ biển ở độ sâu đến ít nhất là 25 m.

## Mô tả
A. geographicus có chiều dài cơ thể tối đa được biết đến là 31 cm. Vây đuôi tròn ở cá con, hơi lõm vào trong ở cá trưởng thành. Cá cái có màu nâu, chuyển dần thành màu vàng nâu ở cuống đuôi; mõm màu trắng. Vây ngực màu vàng. Có đốm đen lớn ở sau vây lưng và vây hậu môn, nhìn thấy rõ hơn khi hai vây này căng rộng. Cá đực màu nâu phớt đỏ, có những vệt sọc màu xanh lam sáng trên đầu; vảy cũng có những vạch sọc ngắn màu xanh. Đốm xanh còn xuất hiện trên vây lưng và vây hậu môn, cũng như trên vây đuôi. Vây lưng và vây hậu môn có dải viền vàng ở rìa và một dải xanh gần rìa.
Danh pháp A. pterophthalmus mà Pieter Bleeker mô tả là dựa trên kiểu hình của cá cái.
Số gai ở vây lưng: 9; Số tia vây ở vây lưng: 12; Số gai ở vây hậu môn: 3; Số tia vây ở vây hậu môn: 12; Số tia vây ở vây ngực: 13; Số vảy đường bên: 48–50; Số lược mang: 17–20.

## Sinh thái học
Thức ăn của A. geographicus là những loài thủy sinh không xương sống, chủ yếu là động vật giáp xác. Nhiều khả năng, A. geographicus là loài lưỡng tính tiền nữ, tức cá cái có thể chuyển đổi giới tính thành cá đực.
Loài này thường được đánh bắt trong ngành buôn bán cá cảnh, và ở một số khu vực, loài này được xem là một nguồn thực phẩm.

### Trích dẫn
- John E. Randall (1972). "A revision of the labrid fish genus Anampses" (PDF). Micronesica. Quyển 8 số 1–2. tr. 151–190.